# Podocarpus henkelii
Podocarpus henkelii é uma espécie de conífera da família Podocarpaceae.
Pode ser encontrada nos seguintes países: África do Sul e Tanzânia.